# Rabia Salihu Sa'id
Rabia Salihu Sa'id (née le 21 avril 1963) est une physicienne nigériane, professeure de physique et chercheuse à l'université Bayero de Kano. Elle effectue des recherches en physique atmosphérique et météorologie de l'espace, physique des particules, et en électronique. Sa'id est une militante pour les jeunes femmes en science avec la Fondation Visiola et le Corps de la paix ; elle a cofondé l'Association des femmes physiciennes du Nigeria. Elle est également impliquée dans l'éducation en science, technologie, ingénierie et mathématiques et ambassadrice pour le programme citoyen du British Council.
Sai'd a reçu des bourses de recherche de l'Institut de physique appliquée à Berne, en Suisse, et de la Fondation Ford et elle est membre de l'Institut scientifique africain. En 2015, elle a reçu un prix de la fondation Elsevier pour les Femmes Scientifiques dans le Monde en Développement. Elle a également été reconnue en 2015 par le British Council pour son travail communautaire, et par la BBC dans le cadre de la série 100 Femmes.

## Vie personnelle
Rabia Sa'id est née à Wangara, dans l'État de Kano, au Nord du Nigeria, où les filles ont peu de possibilités d'éducation et sont nombreuses à se marier dès l'adolescence, et où les femmes doivent rester à la maison Son père, cependant, voulait qu'elle devienne médecin. Il était officier dans l'armée nigérienne, avait deux épouses et était le père de dix enfants.
Sa'id étudie dans une école de l'armée et occupe la tête de sa classe. Elle a choisi de se marier à l'âge de 18 ans, une fois obtenu son diplôme de l'école secondaire. Elle est mère de six enfants. Deux de ses enfants avaient besoin de soins médicaux (l'un d'eux est né avec un pied bot et un autre avec une anémie falciforme), ce qui a amplifié son défi personnel d'obtenir des diplômes de l'enseignement supérieur.

## Carrière

### Formation et début de carrière
Sa'id a commencé ses études universitaires à l'âge de 29 ans , elle est titulaire d'un baccalauréat en science, d'une maîtrise en science et d'un doctorat en physique de l'université Bayero de Kano. En septembre 1999, elle commence à travailler comme assistante à l'université Bayero. En 2002, grâce au programme de bourses de la Fondation Ford, elle étudie pour un mastère en environnement et développement de l'université de Reading, au Royaume-Uni.

### Éducateur
Elle est professeure de physique atmosphérique et de météorologie de l'espace. En 2015, elle est vice-doyenne à la Division des Affaires étudiantes de l'université.

### Recherches
Elle a obtenu un poste de recherche à l'université, où elle effectue des recherches en physique atmosphérique et météorologie de l'espace, physique des particules, et électronique. Ses recherches sont menées pour résoudre les défis environnementaux nigérians. Afin de réduire le nombre d'arbres coupés pour le bois de chauffage, par exemple, une étude a été menée au sujet de l'utilisation des déchets de bois des menuiseries pour produire des briquettes, qui pourraient être utilisées comme combustible, ce qui permettrait de réduire la disparition des forêts du pays. Elle recueille également des données atmosphériques et des études sur les effets de la déforestation et des aérosols sur les températures. Son objectif est d'encourager une plus grande autonomie au Nigeria, sur les sources d'énergie renouvelables, comme l'énergie éolienne, l'énergie solaire et l'hydraulique—qui sont moins nocifs pour l'environnement que les combustibles fossiles.
En 2010, elle travaille avec le Dr C. Matzler, un scientifique en télédétection terrestre et atmosphérique, à l'Institut de physique appliquée de l'université de Berne, en Suisse, en tant que chargée de recherche scientifique pour quatre mois. En janvier 2013, elle est élue membre en physique de l'African Scientific Institute (ASI), qui est une association honoraire et un cercle de réflexion composé d'universitaires, de chercheurs, et de gens d'affaires.

### Sensibilisation pour les sciences
Sa'id est active dans la sensibilisation envers la Science, la technologie, ingénierie et mathématiques (STIM). Elle est également cofondatrice de l'Association des femmes des physiciens du Nigeria, en 2011, qui encourage les femmes à devenir des physiciennes, vise à améliorer l'enseignement de la physique dans les écoles, et donne des prix aux jeunes femmes. Sa'id encourage également la participation des jeunes, en les accompagnant dans les projets scientifiques, au niveau local et national, en s'impliquant dans la Fondation du Corps de la paix au Nigeria et la Fondation Visiola. Elle explique son activité dans la sensibilisation aux STIM, par la pression du groupe et les obstacles que les filles, en particulier dans le nord du Nigeria, doivent surmonter pour poursuivre des diplômes et des carrières dans ces domaines. En outre, « davantage de filles dans les sciences signifie que les solutions que la science fournit ne sont pas seulement adaptées aux besoins d'un seul sexe. » En outre, il y a un plus grand intérêt pour les métiers où il y a des applications pratiques, comme la banque et la médecine.

### Prix et distinctions
En 2015, elle reçoit l'un des cinq prix de la fondation Elsevier pour les Femmes Scientifiques dans le Monde en Développement. Présentés en partenariat avec l'Organization for Women in Science for the Developing World (OWSD) et The World Academy of Sciences (TWAS), les prix de cette année-là ont concerné la physique et les mathématiques, Sa'id recevant le prix dans le domaine de la physique atmosphérique. Elle a reçu le prix pour son travail sur les défis environnementaux nigérians, qui a été présenté le 14 février 2015 lors de la réunion annuelle de l'Association américaine pour l'avancement des sciences (AAAS), à San José, en Californie
En août 2015, Sa'id a été interviewée par un journaliste de la BBC Claudia Hammond (en) pour un reportage sur BBC World Service, et apparaît dans la série annuelle de la BBC, les 100 Women, mettant en évidence ses efforts pour promouvoir l'enseignement des sciences au Nigeria. L'année suivante (2016), elle est en vedette dans le magazine en ligne The Nigerian Academia dans une liste de femmes nigérianes en science.

## Avocate
En plus de ses actions de sensibilisation en STIM, elle est impliquée dans le Programme des citoyens actifs du British Council, qui encourage les jeunes à développer des compétences de communication efficace et pacifique pour le développement soutenable dans leurs communautés.
Elle est l'une des neuf personnes honorées comme « femmes avocates et championnes » au Nigeria en mars 2015 dans le cadre de la journée internationale des femmes par le British Council et deux de ses programmes de développement, le programme Stabilité et Réconciliation du Nigeria (Nigeria Stability and Reconciliation Programme, PNRS) et le programme Justice pour Tous (Justice for All, J4A).